# Esclerófilo

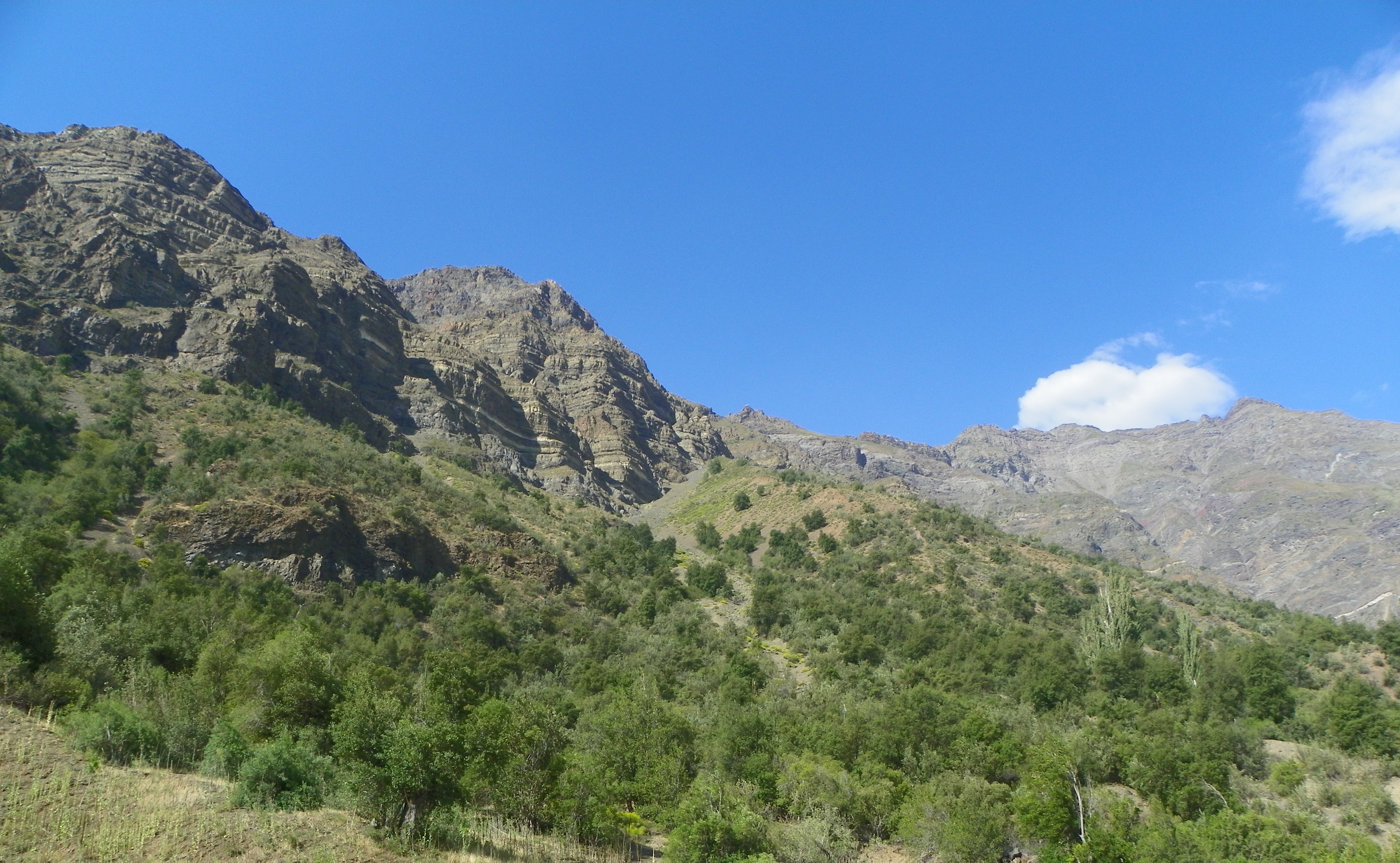
Bosque y matorral esclerófilo chileno.

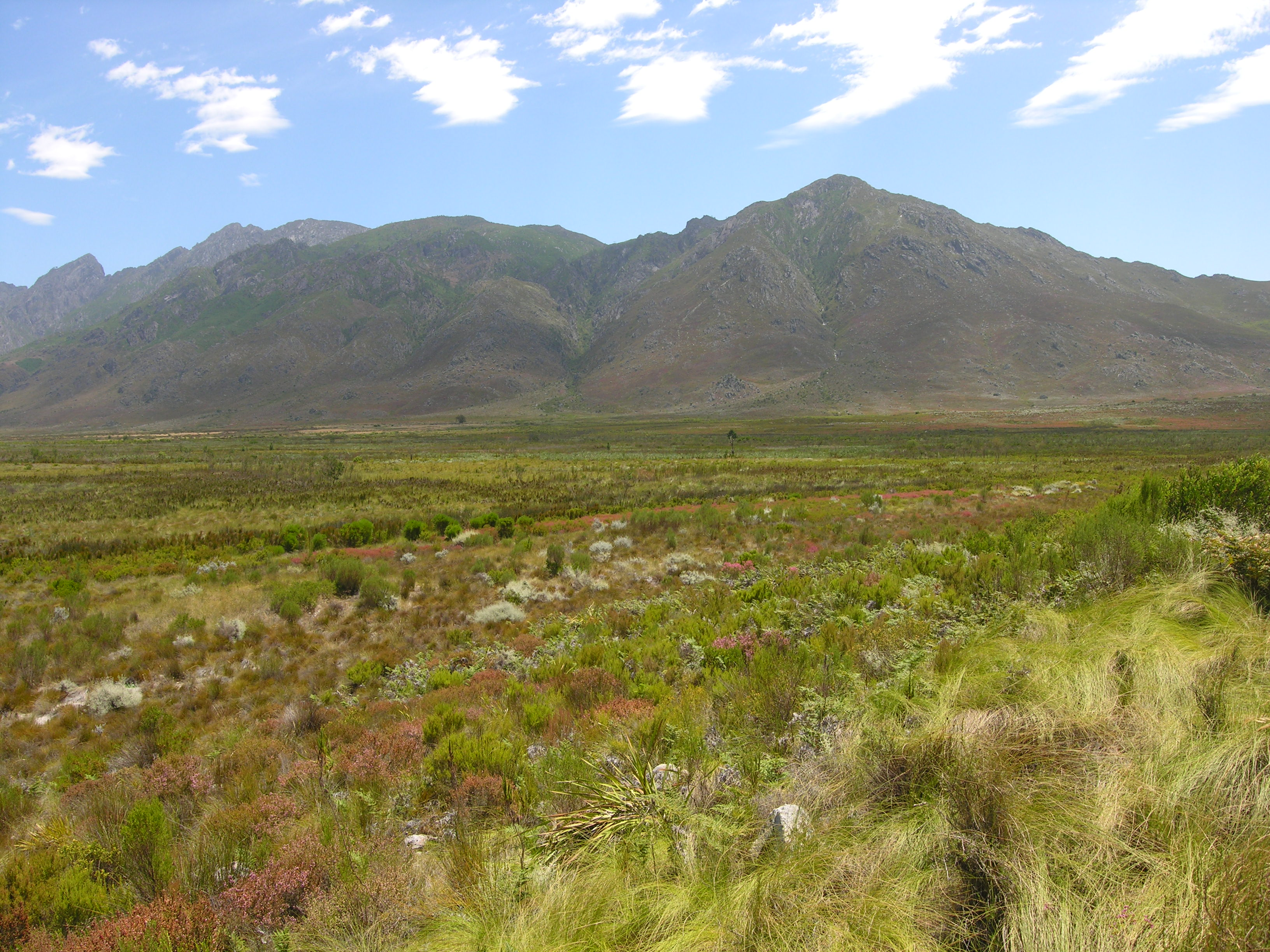
Fynbos arbustivo y herbáceo en Sudáfrica.

Esclerófilo (del griego «σκληρός» sklērós, 'duro' y «φύλλον» phýllon, 'hoja') es un tipo de vegetación cuyas especies arbóreas y arbustivas están adaptadas a largos períodos de sequía y calor, que posee hojas duras y entrenudos cortos (los entrenudos son las distancias entre los nudos foliares). Tienen en común la presencia dominante de especies leñosas de hojas duras de dimensiones tales, que se pueden clasificar como arbustivas o arborescentes. Esas asociaciones son las conocidas como "maquis", "Espinal", "chaparral", "garriga", "arrayan", "estepa de Espino", matorrales arborescentes, "matorrales espinosos" y otros.
Las especies vegetales suelen ser perennes y muy longevas, con un crecimiento  lento, y no presentan una pérdida de sus hojas durante la estación desfavorable. Los matorrales que componen estos ecosistemas son del tipo perennifolio persistente, además de poseer hojas coriáceas o “duras”, recubiertas por una gruesa capa coriácea llamada cutícula, la cual impide la pérdida del agua durante la época de sequedad. Las estructuras aéreas y subterráneas del vegetal se modifican para poder compensar cualquier tipo de carencia hídrica que pueda condicionar su supervivencia.
Las plantas esclerófilas se hallan en todo el mundo, pero son típicas de zonas con escasas precipitaciones o sequías estacionales como Australia, África o el oeste de Norteamérica y Sudamérica. También se encuentran en los biomas mediterráneos, que cubren la cuenca del Mediterráneo, los chaparrales de California, Argentina, Paraguay y Brasil, el matorral de Chile, la Provincia del Cabo de Sudáfrica, el interior de Madagascar, la mitad seca de Nueva Caledonia y los bosques cercanos a estas áreas.